# 史前的泰國
史前的泰國大概可以追溯到100萬年前的化石時代和石器時代。最早的證據是在今天泰國北部南邦府出土的直立人──「南邦人」化石，其年代大約為50萬年至100萬年前。石器工具曾在北碧府、烏汶府、洛坤府、華富里等地出土，大約一萬年前的岩畫也在上述地區被發現。

## 二百五十萬年前至十二萬年前：旧石器时代 （Lower Palaeolithic）

### 早期人類
在今天泰國北部南邦府出土的直立人──「南邦人」化石，被认为是最早的原始人，其年代大約為五十萬年至一百萬年前。她源于一百萬年前，从非洲迁徙到亚洲的原始人。在其狩猎采集中，火的使用和控制是非常重要的。比起现代人类，直立人头骨较小。它住在一个溪流或其他水源附近的洞穴口。其主要天敌包括巨型鬣狗、剑齿虎、猩猩、大熊猫。

### 早期人類同當代泰人的關係
没有人称现代泰国人是南邦人的后代。然而，现代遗传研究可以支持这一假设。最近的遗传学研究表明现代移民到东南亚的人类与直立人没有种间关系，根据最近的单一起源假说，证明泰国后裔起源于非洲。

## 一萬年前至五千年前：新石器時代（Neolithic）

### 新石器時代人類
新石器时代是在传统上石器时代的最后发展时期。该时期随着耕作的兴起而开始，而结束于金属工具普遍使用，进入青铜时代或直接进入铁器时代。

### 驯化
在泰国许多地区出现了前9000年的新石器时代文化,如Mae Hong Son, Kanchanaburi, Nakhon Ratchasima, Ubon Ratchathani。人民开始使用野生谷物，然后演变成真正的耕作。

早期新石器时代的农业只限于范围较窄的作物，野生和家养的其中包括槟榔、 豆、 豌豆、 螺母、 辣椒、 黄瓜以及驯化牛和猪。建立永久或季节性有人居住的定居点和使用的陶器。
在东南亚地区，独立驯化导致了其自身区域特色的新石器时代文化出现完全与世界其他地区有明显的区别。

### 新石器時代人在泰國的定居點
- Spirit Cave

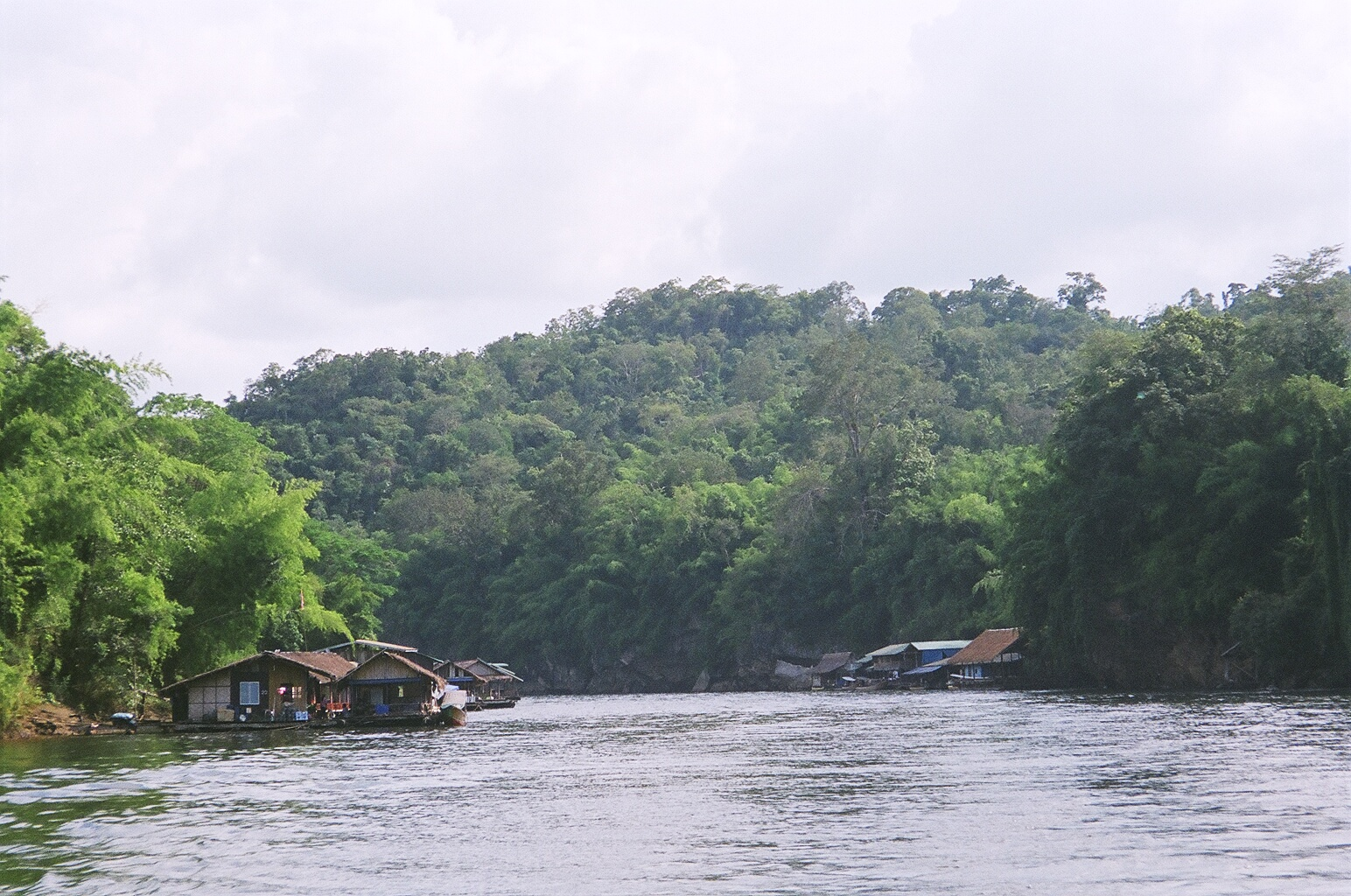
Khwae Noi River.

Spirit Cave 是位于泰国西北的Pang Mapha district, 湄宏順府的考古遗址。自前9000年到前5500年Hoabinhian从越南在此打猎采集。该处位于海拔650m，俯瞰怒江.
- Wang Bhodi
- Ban Chiang

## 二千五百年前：青銅時代（Bronze Age）

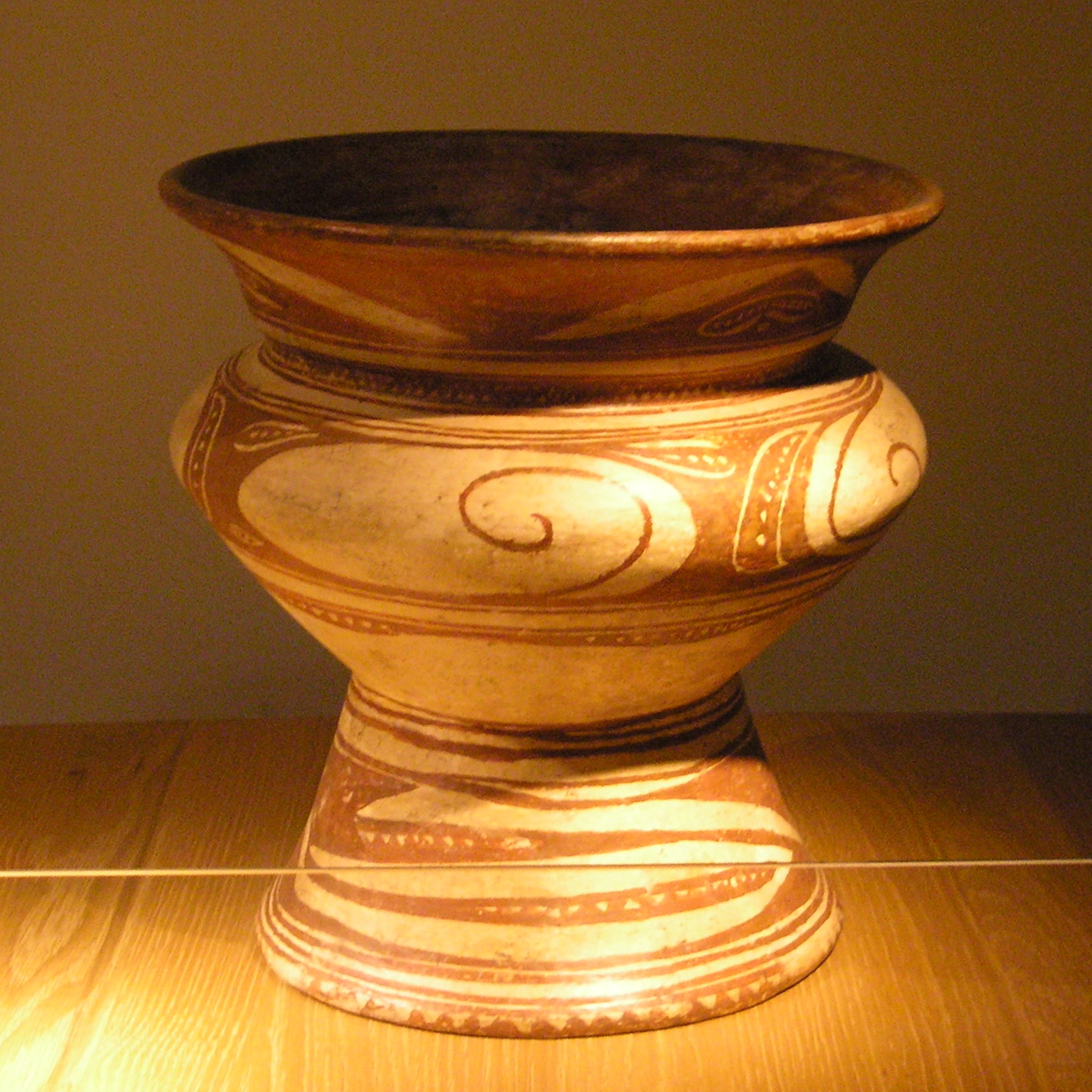
Ban Chiang pottery in the Museum für Indische Kunst, Berlin-Dahlem

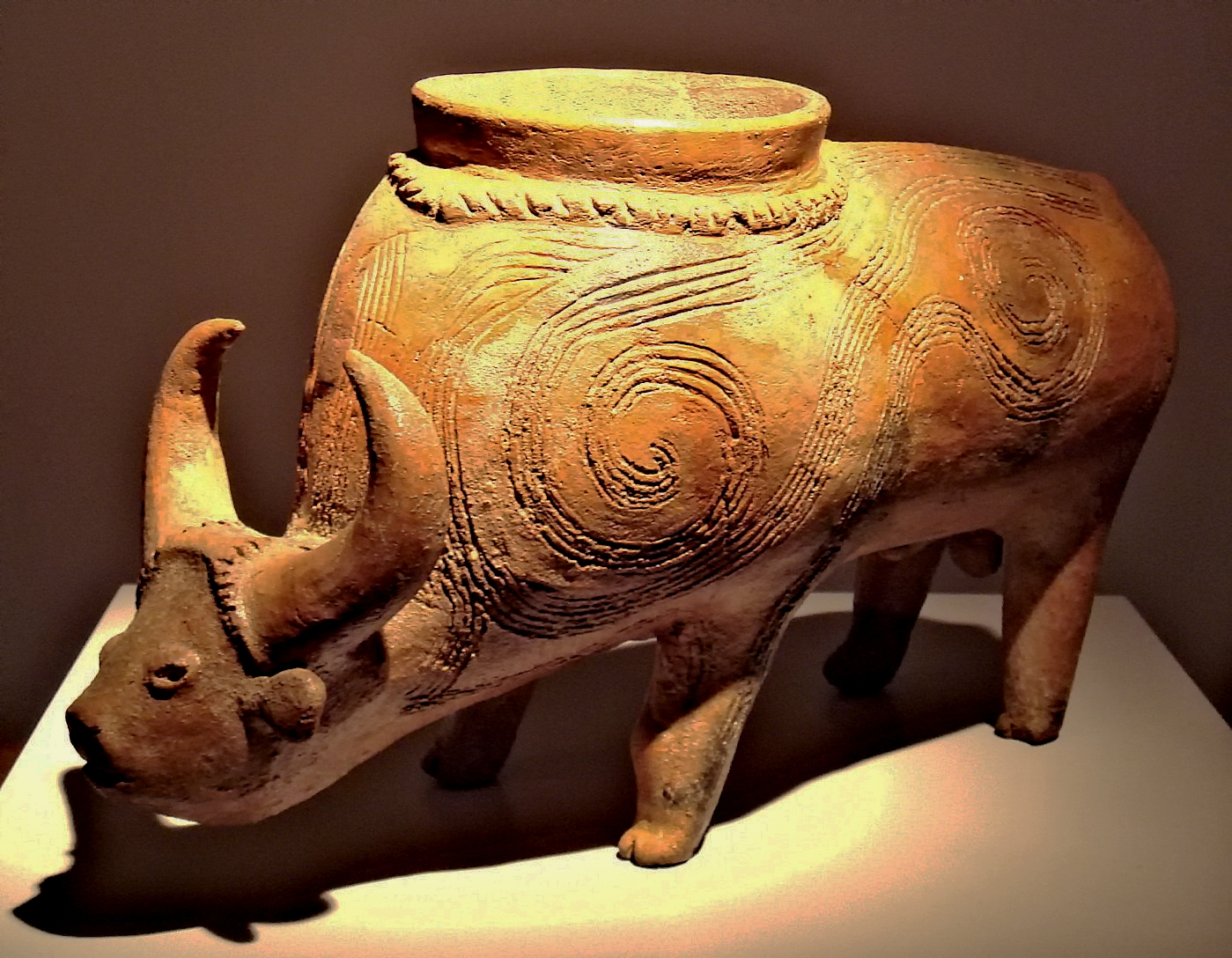
An earthenware water buffalo from Lopburi, 2300 B.C.

### 青銅時代人類的定居點
- 班清

## 一千五百年前：鐵器時代（Iron Age）

### 鐵器時代人類的定居點
- None Nok Tha
- Lopburi Artillery center
- Ong Ba Cave
- Ban Don Ta Phet